# Murbo en Hinsbo
Murbo en Hinsbo (Zweeds: Murbo och Hinsbo) is een småort in de gemeente Borlänge in het landschap Dalarna en de provincie Dalarnas län in Zweden. Het småort heeft 54 inwoners (2005) en een oppervlakte van 9 hectare. Eigenlijk bestaat het småort uit twee plaatsen: Murbo en Hinsbo.